# アスコルビン酸-2,3-ジオキシゲナーゼ
アスコルビン酸-2,3-ジオキシゲナーゼ（ascorbate 2,3-dioxygenase）は、アスコルビン酸、アルダル酸代謝酵素の一つで、次の化学反応を触媒する酸化還元酵素である。
アスコルビン酸 + O2 + H2O {\displaystyle \rightleftharpoons } シュウ酸 + トレオン酸
反応式の通り、この酵素の基質はアスコルビン酸とO2、生成物はシュウ酸とトレオン酸である。補因子として鉄を用いる。
組織名はascorbate:oxygen 2,3-oxidoreductase (bond-cleaving)で、別名にAAoxygenaseがある。